# Lébedos

Mapa con algunas de las antiguas ciudades griegas en Jonia, donde se aprecia la ubicación de Lébedos, al este de Teos.

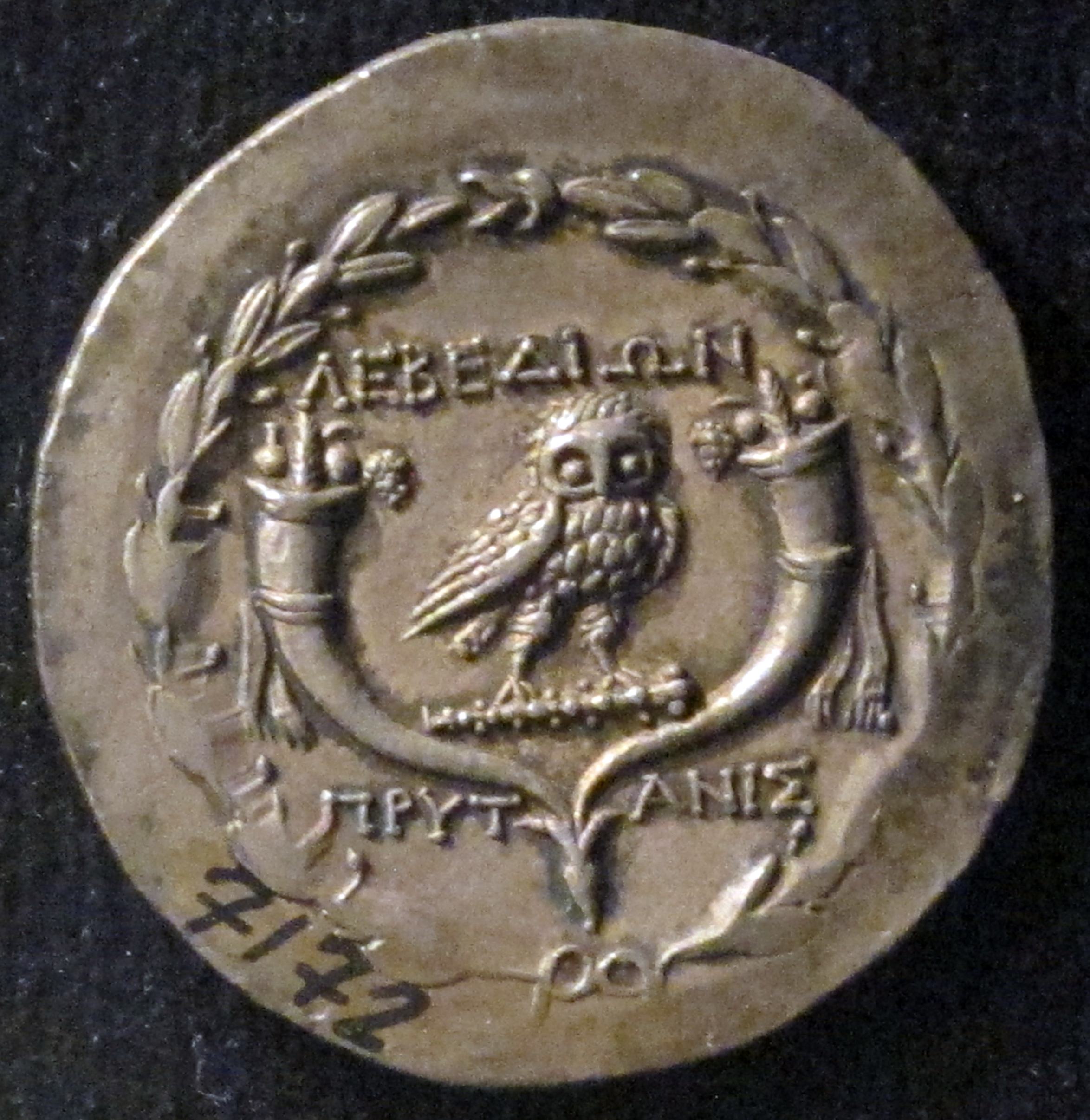
Moneda antigua de Lébedos.

Lébedos o Lébedo (Λέβεδος) fue una antigua ciudad griega en la costa occidental del Asia Menor, perteneciente a Jonia, al este del Cabo Mioneso y al oeste de Colofón.
Originalmente estaba poblada por carios, hasta que los jonios emigraron a la zona supuestamente dirigidos por Andraemon, hijo de Codro y bisnieto de Andropompo. Estrabón dice que el fundador de Lébedos fue Andropompo, sobre un lugar que antes se llamó Artis. La ciudad prosperó gracias a la fertilidad del territorio, y a las buenas aguas minerales de los alrededores, que aún existen. Heródoto la menciona entre las doce ciudades de Jonia.
En la guerra del Peloponeso formó parte de la Liga de Delos hasta que hizo defección de la alianza en el año 411 a. C.
En la época helenística, hacia 304 a. C., Antígono I Monóftalmos quiso fusionar la ciudad con la de Teos. No obstante, esta operación fue realizada de forma incompleta y fue destruida por Lisímaco de Tracia, que trasladó su población a Éfeso, y quedó reducida a un lugar sin importancia.
Una compañía de actores (τεχνι̃ται περὶ τὸν Δίονυσον), que antes estaba en Teos y que se estableció en Éfeso, desde donde después fue trasladada por Átalo I de Pérgamo a Mioneso, fue establecida por los romanos en Lébedos, y eso paró un poco su decadencia. Los actores de toda Jonia tenían un encuentro anual en Lébedos y se hacían unos juegos dedicados a Dioniso.
Pero finalmente la ciudad se despobló; aún existía, no obstante, en el siglo VII.
Estaba situada en la actual península de Kisik (Turquía), antes denominada Xingi, donde quedan ruinas de la antigua ciudad.